# Dullahan
Dullahan – polski zespół muzyczny grający folkową muzykę celtycką. Powstał we wrześniu 2005 roku podczas Festiwalu Muzyki Celtyckiej ZAMEK w Będzinie. 
Podczas swoich koncertów grają aranżacje tradycyjnych utworów tanecznych z Irlandii i Szkocji takich jak Jigi, Reele, Slip Jigi, Hornpipe'y, Airy oraz taneczne melodie z Galicji i Asturii, czyli Muińeiry, Xoty, Saltony, Alborady, Entemedia.
Skład zespołu:
- Bartek Dębno-Artwiński – instrumenty perkusyjne (bodhran, pandeireta, werbel szkocki i inne). Inne zespoły: The Reelium, Manikut, Gdańsk Pipe Band.
- Marek Przewłocki – dudy galicyjskie (gaita galega), low whistles. Inne zespoły: The Reelium, Espiral.
- Szymon Białek – buzuki, gitara, skrzypce. Inne zespoły: Rimead.